# Петльований Григорій Павлович
Григо́рій Па́влович Петльо́ваний (нар. 1930, Малі Гадомці — пом. 2013, Миколаїв) — український уролог, кандидат медичних наук, заслужений лікар Української РСР. Почесний громадянин міста Миколаєва (1989).

## Життєпис
Народився 3 травня 1930 року в селі Малі Гадомці Бердичівського району Житомирської області.
У 1956 році закінчив Вінницький медичний інститут. До 1960 року працював завідувачем сільської лікарської дільниці в селі Сухий Єланець Новоодеського району Миколаївської області. У 1960—1962 роках — заступник головного лікаря Новодеської ЦРЛ. З 1962 року — лікар-ординатор, а з 1964 року — завідувач урологічним відділенням 1-ї об'єднаної міської лікарні м. Первомайська Миколаївської області. У 1973 році захистив кандидатську дисертацію.
З 1974 року — організатор і перший завідувач урологічного відділення лікарні швидкої медичної допомоги м. Миколаєва. Тривалий час також був головним урологом міського відділу охорони здоров'я.
За його методикою складна операція з видалення аденоми передміхурової залози, яка раніше тривала 40 хвилин, скоротилася до 25, і, якщо раніше пацієнт втрачав у ході операції до 1,5 літра крові, то за методикою Г. П. Петльованого вона майже безкровна.
Автор 6 винаходів у галузі медицини, 32 раціоналізаторських пропозицій, 18 опублікованих наукових праць. Методики розроблених і впроваджених ним операцій на передміхуровій залозі і нирковій мисці застосовуються і донині з відмінними результатами, незважаючи на більш ніж 30-річний період їх застосування.
Помер 28 липня 2013 року після тривалої тяжкої хвороби.

## Нагороди й почесні звання
Нагороджений орденами Леніна і Трудового Червоного Прапора, медаллю «За звитяжну працю в ознаменування 100-річчя з дня народження Володимира Ілліча Леніна».
Заслужений лікар Української РСР.
Рішенням виконкому Миколаївської міської ради від 8 вересня 1989 року Г. П. Петльованому присвоєне звання «Почесний громадянин міста Миколаєва».